# Højhuset
|  | For J. G. Ballards roman fra 1975 se Højhuset (roman) |
Højhuset er en avatarchat i Netstationens univers, hvor børn og unge fra hele landet chatter i de mange 3d chatrum. Du kan får en figur at chatte med, en personlig profil med dagbog, afstemning, billeder, post og meget mere. For hver time du chatter på Højhuset, optjener en virtuel valuta kaldt monetter. Du kan købe tøj og hår til din figur, købe en virtuel lejlighed, du selv kan indrette med møbler, ting og farver som du også kan købe for dine optjente monetter.
Soup som lavede Højhuset-chatten i sin tid,[kilde mangler] skrev følgende om chatten:

Højhuset ("high-rise") is by the far the most advanced chat system in Denmark, and one of the most consistently successful avatar-based chat communities in the world. Originally developed in 1997, Højhuset has been extended and optimized for an average of 80.000 chatters visit Højhuset every day. Developed for and in cooperation with Netstationen, a youth-oriented community site in Denmark.